# E383 (Ecuador)
De E383 of Vía Colectora Y de San Antonio-Bahía de Caráquez (Verzamelweg Y de San Antonio-Bahía de Caráquez) is een secundaire nationale weg in Ecuador. De weg loopt van San Antonio naar Bahía de Caráquez en is ongeveer 60 kilometer lang.